# Hittanagi, Parasgad
Hittanagi là một làng thuộc tehsil Parasgad, huyện Belgaum, bang Karnataka, Ấn Độ.